# Gnaeus Genucius Augurinus
Gnaeus Genucius Augurinus († 396 v. Chr.) entstammte dem alten bedeutenden Plebejergeschlecht der Genucier und war ein hoher Magistrat der frühen Römischen Republik.
Laut den Fasti Capitolini trugen der Vater und der Großvater des Genucius das Pränomen Marcus. Nach der Meinung des Althistorikers Friedrich Münzer, der hier Theodor Mommsen folgt, fälschte der Redaktor der Fasti Capitolini das vom römischen Geschichtsschreiber Titus Livius nicht erwähnte Cognomen Augurinus, da es Vertretern der Genucier erst beigelegt worden sein könne, nachdem einer von ihnen, Gaius Genucius, 300 v. Chr. unter den ersten plebejischen Auguren gewesen war.
Erstmals war Genucius 399 v. Chr. Konsulartribun (tribunus militum consulari potestate). Drei Jahre später, 396 v. Chr., bekleidete er das Konsulartribunat zum zweiten Mal. Gemeinsam mit seinem Amtskollegen Lucius Titinius Pansa Saccus soll er als Oberkommandierender einer römischen Armee gegen die Falisker und Capenaten zu Felde gezogen sein. Aufgrund ihrer Unbesonnenheit seien die beiden hohen Militärführer dabei in einen Hinterhalt geraten, und im anschließenden Gefecht sei der in den vordersten Reihen kämpfende Genucius gefallen. Titinius habe seine Streitkräfte auf einer Anhöhe gesammelt, aber nicht gewagt, wieder in die Ebene herabzusteigen und das Gefecht zu erneuern. Möglicherweise ist die Darstellung von Genucius’ Tod eine Dublette von jener des Todes von Lucius Genucius Aventinensis, der 362 v. Chr. als Konsul im Kampf gegen die Herniker gefallen sein soll. Genucius könnte mit dem von Gaius Gracchus in einer Rede an das Volk irrtümlich als Volkstribun bezeichneten Homonym identisch sein.